# 베주 정리

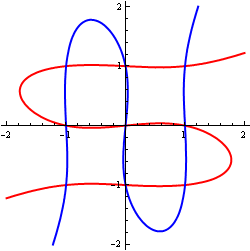
베주 정리에 따라, 두 개의 3차 평면곡선은 최대 3×3=9개의 점에서 서로 교차한다.

대수기하학에서 베주 정리(Bézout定理, 영어: Bézout’s theorem)는 두 평면 대수 곡선의 교차수는 그 두 곡선의 차수들의 곱과 같다는 정리이다.

## 정의
{\displaystyle k}가 대수적으로 닫힌 체라고 하고, {\displaystyle X}와 {\displaystyle Y}가 {\displaystyle k}에 대한 2차원 사영 공간 속에 존재하는, 서로 다른 기약(irreducible) 대수 곡선이라고 하자. 그렇다면 {\displaystyle X}와 {\displaystyle Y}의 중복도를 고려한 교차수는 {\displaystyle X}의 차수와 {\displaystyle Y}의 차수의 곱과 같다.
보다 일반적으로, {\displaystyle p_{1},\dots ,p_{n}}이 {\displaystyle n+1}개의 변수를 가지는 동차다항식이라고 하자. 그렇다면 {\displaystyle p_{i}^{-1}(0)\subset P_{k}^{n}}은 {\displaystyle n}차원 사영 공간 속의 {\displaystyle n-1}차원 초곡면을 정의한다. 이들의 (중복도를 고려한) 교차수는 {\displaystyle p_{i}}들의 차수의 곱과 같다.
{\displaystyle i(p_{1},p_{2},\dots ,p_{n})=\prod _{i}\deg p_{i}}

## 증명
x, y에 관한 방정식을 동차좌표로 쓰자.
{\displaystyle a_{0}z^{m}+a_{1}z^{m-1}+\dots +a_{m-1}z+a_{m}=0.}
{\displaystyle b_{0}z^{n}+b_{1}z^{n-1}+\dots +b_{n-1}z+b_{n}=0.}
ai와 bi는 x와 y에 대해 차수가 i인 동차다항식이다.
x와 y의 교차점은 연립 방정식의 해에 대응된다. 실베스터 행렬(Sylvester matrix)로부터 m=4와 n=3인 경우,
{\displaystyle S={\begin{pmatrix}a_{0}&a_{1}&a_{2}&a_{3}&a_{4}&0&0\\0&a_{0}&a_{1}&a_{2}&a_{3}&a_{4}&0\\0&0&a_{0}&a_{1}&a_{2}&a_{3}&a_{4}\\b_{0}&b_{1}&b_{2}&b_{3}&0&0&0\\0&b_{0}&b_{1}&b_{2}&b_{3}&0&0\\0&0&b_{0}&b_{1}&b_{2}&b_{3}&0\\0&0&0&b_{0}&b_{1}&b_{2}&b_{3}\\\end{pmatrix}}}
2차 다항식의 종결식으로 불리는 {\displaystyle S}의 행렬식 {\displaystyle \det S}는 Z에서 공통해를 가질 때 0이다. {\displaystyle \det S}의 항들의 차수는 항상 {\displaystyle mn}이다. 그래서 {\displaystyle \det S}는 x와 y에 대해 차수가 mn인 동차다항식이다. 대수학의 기본 정리에 의해, |S|는 많아야 mn개의 선형 인자로 인수분해 될 수 있다. 따라서 최대 {\displaystyle mn}개의 해를 갖는다.

## 예
- 1차 대수 곡선은 직선이다. 따라서, 두 직선의 교차수는 1이다. 만약 두 직선이 평행하다면, 이 교차점은 사영 공간에서 무한대에 위치한 점이다. 예를 들면, 사영 공간에서, x+2y=3과 x+2y=5를 동차다항식으로 표현하면, x+2y-3z=0과 x+2y-5z=0이 된다. 이를 풀면, x=-2y와 z=0을 얻게되고, 동차좌표인 (-2:1:0)을 얻게된다. z좌표가 0이므로 이 점은 무한대에 위치한 점이다.

- n차 곡선과 직선의 교차수는 {\displaystyle n}이다. 이 특별한 경우는 n차 곡선이 대수학의 기본 정리를 따르기 때문이다. 예를 들어, y=x²인 차수가 2인 포물선과, y=ax인 차수가 1인 직선은 a≠0일 때 정확히 두 점에서 만나고, a=0일 때 중복도가 2인 원점에서 만난다.

- 2차 대수 곡선은 원뿔 곡선이다. 따라서, 두 원뿔 곡선의 교차수는 4이다. 여기서, 일부 교차점은 중복도가 2 이상일 수 있다.

## 역사
아이작 뉴턴이 《프린키피아》 1권 6부 보조정리 28을 증명하는 과정에서 사실상 증명하였다. 에티엔 베주가 1779년 출판한 《대수방정식론》(프랑스어: Théorie générale des équations algébriques)에서 재발견하였다.